# ستالين ضد المريخ
ستالين ضد المريخ هي لعبة فيديو استراتيجية ساخرة من إنتاج مؤسسة الجناح الاسود صدرت في يوم 29 ابريل 2009 وفور صدورها تعرضت لنقد لاذع من قبل النقاد وحصلت على تقييم 10/2 لكن رغم ذلك تعتبر اللعبة محبوبة ولاقت اعجاباً لدى الشباب بسبب طرافتها وغرابة موضوعها فضلاً عن اسلوب التحكم السهل والجرافيك الكارتوني ذو الالوان الزاهية، اعتباراً من 22 يوليو 2009 لم تعد اللعبة متاحة على الإنترنت لسبب مجهول لكن الموقع الرسمي يدعي انة يعمل على نسخة أخرى محدثة وستكون متاحة للتحميل.

## القصة
تستند اللعبة إلى قصة خيالية كوميدية تتمحور حول قيام سكان المريخ بعقد تحالف مع المانيا النازية والقيام بهجوم مباغت ضد الاتحاد السوفيتي عام 1942 في وقت اشتداد الحرب، مما يغضب ستالين والذي يقود حملة عسكرية سرية لغزو المريخ تعقبها معارك طاحنة بين الجيش الاحمر والمريخيين وفي بعض المراحل تكون لديك القدرة على التحكم واللعب بشخصية ستالين نفسة.

## وصلات خارجية
- الموقع الرسمي للعبة
- الشريط الدعائي للعبة